# Горайская волость

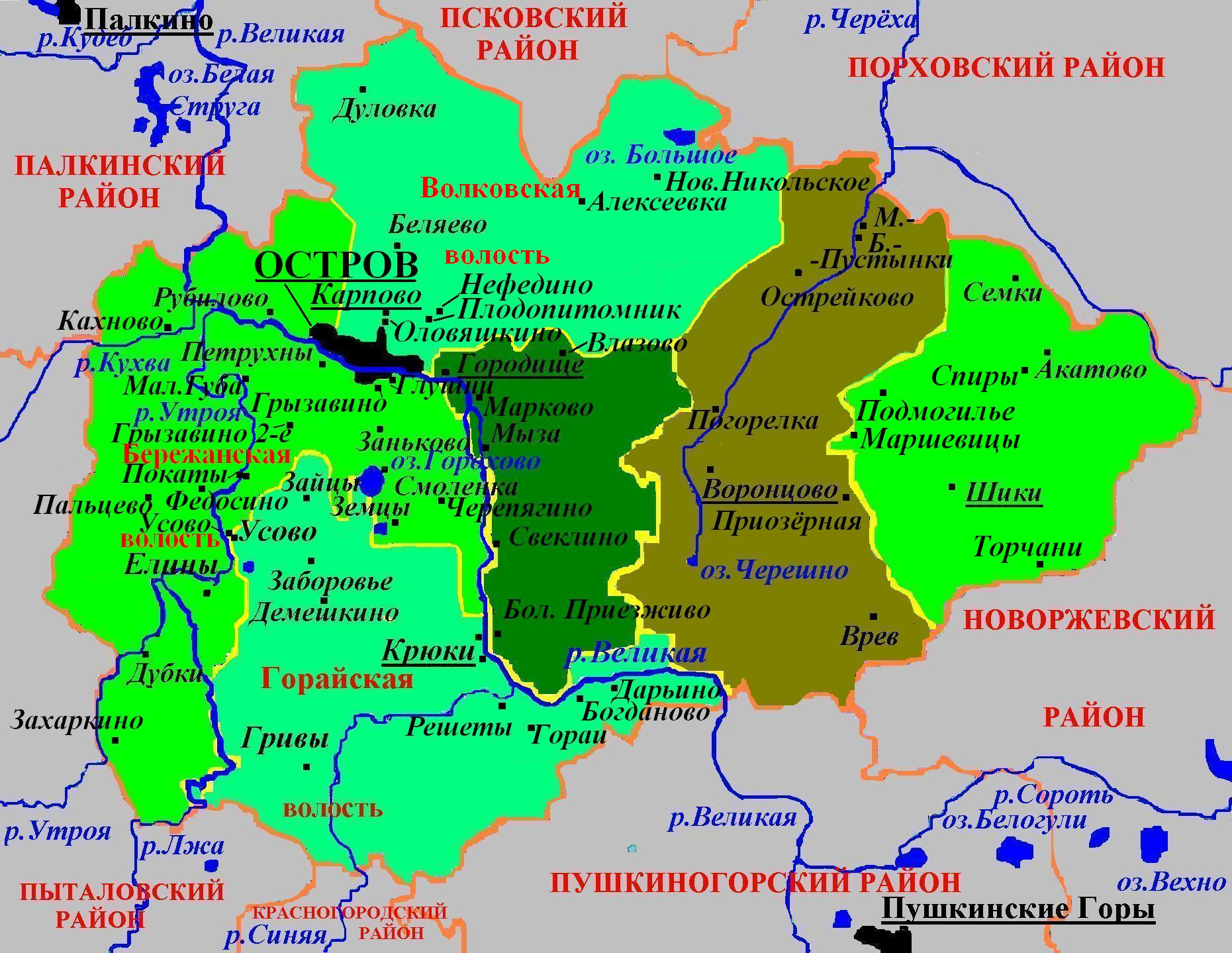
Административное деление Островского района в 2010—2015 годах

Горайская волость — административно-территориальная единица 3-го уровня и муниципальное образование со статусом сельского поселения в Островском районе Псковской области России.
Административный центр — село Крюки (до 2010 года — деревня Гораи).

## География
Территория волости граничит на западе и севере с Бережанской, на востоке — с Островской и Воронцовской волостями Островского района, на юге — с Пыталовским, Красногородским и Пушкиногорским районами Псковской области.

## Население
| 2002  | 2010  | 2012  | 2013  | 2014  | 2015  | 2016  |
| ----- | ----- | ----- | ----- | ----- | ----- | ----- |
| 651   | ↗3016 | ↗3051 | ↘3024 | ↗3103 | ↘3007 | ↘2980 |
| 2017  | 2018  | 2019  | 2020  | 2021  |       |       |
| ↘2950 | ↗2955 | ↘2928 | ↘2856 | ↘1331 |       |       |

## Населённые пункты
В состав Горайской волости входят 77 населённых пунктов, в том числе 1 село и 76 деревень:
| №  | Населённый пункт     | Тип     | Население, чел. |
| -- | -------------------- | ------- | --------------- |
| 1  | Адамково             | деревня | ↘3              |
| 2  | Ануфриево            | деревня | ↘2              |
| 3  | Астратово            | деревня | →0              |
| 4  | Беспутино            | деревня | →0              |
| 5  | Бланты               | деревня | →12             |
| 6  | Богданово            | деревня | ↘44             |
| 7  | Борки                | деревня | ↗5              |
| 8  | Боровские            | деревня | ↘12             |
| 9  | Боросково            | деревня | ↘2              |
| 10 | Борщино              | деревня | ↘9              |
| 11 | Вагали               | деревня | ↘12             |
| 12 | Вагали               | деревня | ↘4              |
| 13 | Вадово               | деревня | ↘0              |
| 14 | Васьково             | деревня | ↗2              |
| 15 | Венявино             | деревня | ↘2              |
| 16 | Высоково             | деревня | →0              |
| 17 | Выставка             | деревня | ↘2              |
| 18 | Гораи                | деревня | ↘121            |
| 19 | Горское              | деревня | →0              |
| 20 | Гривы                | деревня | ↘210            |
| 21 | Дарьино              | деревня | ↘119            |
| 22 | Демешкино            | деревня | ↘72             |
| 23 | Долгово              | деревня | ↘2              |
| 24 | Ельняги              | деревня | ↘9              |
| 25 | Жавры                | деревня | ↘0              |
| 26 | Жегово               | деревня | ↘0              |
| 27 | Железово             | деревня | ↘0              |
| 28 | Жеребьи              | деревня | ↘4              |
| 29 | Заборовье            | деревня | ↗260            |
| 30 | Зайцы                | деревня | ↘7              |
| 31 | Заноги               | деревня | →0              |
| 32 | Захнихино            | деревня | ↗3              |
| 33 | Заходы               | деревня | ↘15             |
| 34 | Званка               | деревня | →0              |
| 35 | Зуево                | деревня | →0              |
| 36 | Иваново              | деревня | ↗17             |
| 37 | Изъядиново           | деревня | ↘0              |
| 38 | Каменка              | деревня | ↘4              |
| 39 | Козлы                | деревня | ↘0              |
| 40 | Коношино             | деревня | ↗1              |
| 41 | Крени                | деревня | ↗27             |
| 42 | Крюки                | село    | ↗1811           |
| 43 | Кустари              | деревня | ↘13             |
| 44 | Лебедево             | деревня | ↘9              |
| 45 | Ломки                | деревня | ↘5              |
| 46 | Малиново             | деревня | ↘10             |
| 47 | Марьино              | деревня | ↘14             |
| 48 | Матрухново           | деревня | ↘10             |
| 49 | Мелехи               | деревня | ↘4              |
| 50 | Мельница             | деревня | ↗2              |
| 51 | Меньшиково           | деревня | ↘2              |
| 52 | Морозово             | деревня | ↘1              |
| 53 | Мошки                | деревня | ↘2              |
| 54 | Мяглы                | деревня | ↘21             |
| 55 | Огурцово             | деревня | ↘5              |
| 56 | Пентехи              | деревня | ↘2              |
| 57 | Перевоз              | деревня | ↘3              |
| 58 | Перестрелово         | деревня | ↘5              |
| 59 | Пехово               | деревня | ↘13             |
| 60 | Поверищи             | деревня | →0              |
| 61 | Решеты               | деревня | ↘58             |
| 62 | Рябово               | деревня | ↗2              |
| 63 | Сеново               | деревня | →3              |
| 64 | Скадино              | деревня | ↘2              |
| 65 | Стодолово            | деревня | ↗4              |
| 66 | Сукманная Горушка    | деревня | ↘4              |
| 67 | Терехи               | деревня | ↘2              |
| 68 | Терехово-Самородское | деревня | ↘0              |
| 69 | Тряпино              | деревня | ↘1              |
| 70 | Тузы                 | деревня | ↘9              |
| 71 | Усово                | деревня | ↗16             |
| 72 | Хилово               | деревня | →0              |
| 73 | Хмылово              | деревня | →1              |
| 74 | Шарапово             | деревня | ↘1              |
| 75 | Щербаки              | деревня | ↘3              |
| 76 | Юрчане               | деревня | ↗11             |
| 77 | Якуши                | деревня | ↘1              |

## История
Территория современной волости в 1927 году вошла в Островский район в виде ряда сельсоветов, в том числе Горайского сельсовета.
Указом Президиума Верховного Совета РСФСР от 16 июня 1954 года Костыговский и Находкинский сельсоветы были объединены в Крюковский сельсовет, а Меленский сельсовет был включён в Синерецкий сельсовет.
Решением Псковского облисполкома от 20 июля 1959 года Крюковский сельсовет был включён в Бережанский сельсовет.
Решением Псковского облисполкома от 25 апреля 1960 года Заборовский сельсовет был включён в Синерецкий сельсовет.
Постановлением Псковского областного Собрания депутатов от 26 января 1995 года все сельсоветы в Псковской области были переименованы в волости, в том числе Горайский сельсовет был превращён в Горайскую волость.
Законом Псковской области от 28 февраля 2005 года были образованы муниципальные образования Горайская волость и Синерецкая волость со статусом сельского поселения с 1 января 2006 года в составе муниципального образования Островский район со статусом муниципального района.
На референдуме 11 октября 2009 года было поддержано объединение Горайской (д. Гораи) и Синерецкой волостей (д. Гривы).
Согласно Областному Закону № 984-ОЗ от 3 июня 2010 года и новой редакцией Областного Закона «Об установлении границ и статусе вновь образуемых муниципальных образований на территории Псковской области» Горайская и Синерецкая волости были объединены в новообразованное сельское поселение Горайская волость с центром в деревне Крюки, которое ранее, до 2010 года, вместе с деревней Марьино входило в состав Бережанской волости.